# Yesterday (jeu vidéo)
Pour les articles homonymes, voir Yesterday (homonymie).
Yesterday (intitulé New York Crimes en Espagne) est un jeu vidéo d'aventure en pointer-et-cliquer sorti en 2012, développé par Pendulo Studios et édité par Focus Home Interactive sur PC et Bulkypix sur iOS et Android.
Ce jeu a connu une suite nommée Yesterday Origins sortie en 2016.

## Accueil
- Adventure Gamers : 4/5[1]
- Jeuxvideo.com : 14/20 (PC)[2] - 16/20 (iOS)[3]